# 味全龍

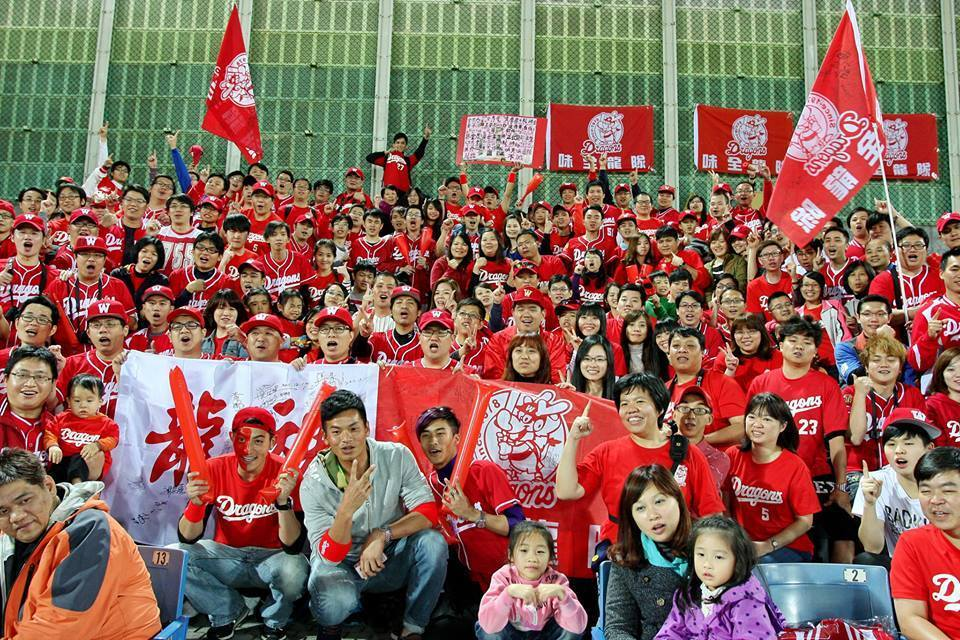
2014年，中華民國職棒退役聯盟（OB聯盟）公益對抗賽於天母棒球場舉行，再度集結了不少龍迷。

味全龍，是台灣中華職棒的一支棒球隊，為中華職棒創立時的四支元老球隊之一，曾一度於1999年解散，後於2019年重新加盟，回歸中華職棒。味全龍於中華職棒元年（1990年球季）即拿下總冠軍，並於中華職棒八年、九年、十年（1997年－1999年）締造三連霸壯舉。
然而受到放水球事件影響，剛拿下味全食品經營權的頂新集團經營意願也不高，達成輝煌的三連霸後球隊即宣告解散。然而其解散多年後仍擁有許多支持者，並期盼企業能將球隊重建。
2019年，經營味全食品的頂新集團決定以「味全龍」之名重建職棒球隊，同年6月24日，中華職棒聯盟批准味全加盟案，味全龍重返中華職棒。重組後，味全龍即拿下2020年中華職棒二軍總冠軍。經歷一年二軍賽事後，2021年球季重返一軍賽場，全年戰績雖遺憾墊底，但下半季季尾表現出色一舉衝上第三名。2022年，味全以全年第三之戰績，成功在重組後首度進軍季後挑戰賽並取得1勝。
2023年，味全龍在重返一軍第三年，於下半季奪下回歸中職後第一座季冠軍，並以年度勝率第一戰績進軍台灣大賽，最終以4勝3敗拿下中華職棒34年總冠軍，睽違24年獲得隊史第五冠。

## 歷史

### 業餘時期
1979年，味全企業與中國文化大學進行建教合作，中國文化大學棒球隊改組為味全成棒隊。
1988年，味全與中國文化大學結束建教合作關係，味全成棒隊由味全獨立經營。

### 1990年代
1990年，中華職棒創立，味全成棒隊改組為味全龍隊。味全龍以下半季龍頭之姿進軍台灣大賽，並以4：2擊敗上半季冠軍三商虎，成為職棒元年總冠軍。
1991年（職棒二年），味全龍拿下上半季冠軍，但是在台灣大賽G7不敵下半季冠軍統一獅衛冕夢碎。
1996年（職棒七年），味全龍拿下下半季冠軍，但在台灣大賽以2：4再度不敵上半季冠軍統一獅。
1997年（職棒八年），味全龍在下半季掀起狂潮，拿下下半季冠軍，並在台灣大賽以4：2擊落上半季冠軍時報鷹重返榮耀。然而2支季冠軍球隊都在另1個半季墊底，而年度前3名卻都無緣季後賽，讓中職季後賽制度做出「單一賽季+季後挑戰賽」的改革。
1998年（職棒九年），味全龍以年度第3名進軍季後挑戰賽，先逆轉統一獅，接著打敗年度第1名興農牛，衛冕成功。
1999年，頂新國際集團併購味全，然而味全董事長魏應行不願繼續經營味全龍隊；龍隊以年度第3名進入季後賽，先在季後挑戰賽逆轉統一獅，再以4：1擊敗和信鯨，成為史上第2支3連霸的球隊。龍隊的輝煌與中職其他球團的關切，讓龍隊公佈解散日期一延再延。當時味全龍部分球員甚至自願減薪四成，以保住龍隊。龍迷透過網路及媒體發起連署及遊行抵制味全，在同年12月12日發起「棒球迷大遊行」在中正紀念堂大中至正坊前表演行動劇、呼口號，並向立法院院長王金平及行政院院長蕭萬長遞交「呼籲政府出面挽救職棒公開信」。但魏應行堅持解散龍隊，龍隊總教練徐生明說：「來了魏家，才知黃家的好。」
味全龍隊旗下運動雜誌《龍族月刊》，1993年9月發行試刊號，1998年7月（第59期）為停刊號。

### 2020年代：復隊回歸

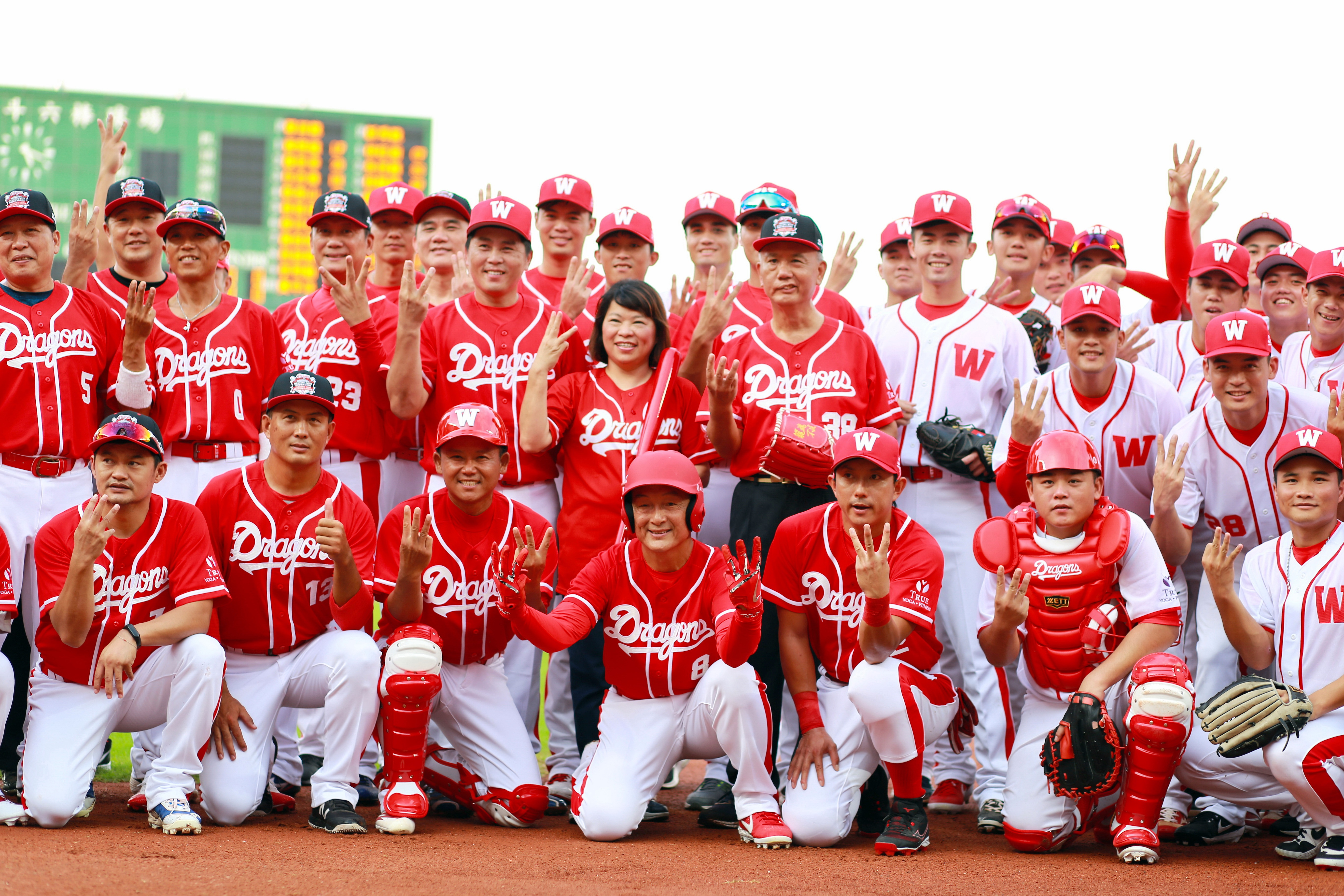
2019年8月17日，嘉義市長黃敏惠為〈老龍新龍趣味對抗賽〉開球。

2017年6月22日，味全向經濟部智慧財產局申請味全龍相關商標與圖樣，並無償授權中華民國徐生明棒球發展協會以及配合徐生明遺孀謝榮瑤舉辦的徐生明少棒賽使用。
2019年1月17日，傳出頂新集團跟中華職棒會長吳志揚討論加盟事宜。2月21日，頂新表示已經成立「味全龍職業棒球隊籌備處」，並請味全龍前領隊任中傑來擔任顧問，加速球隊籌組進度。
2019年3月5日，頂新和德文教基金會創辦人魏應充會晤吳志揚，表達加入中華職棒第5隊的決心。3、4月，魏應充陸續拜會新竹市政府、嘉義市政府，以找尋未來的主場球場。4月17日，味全龍在臉書發布影片公布領隊、教練團名單，總教練由葉君璋擔任，教練由張泰山、黃煚隆擔任，領隊則具科技業背景的天貓台灣區總經理吳德威出任。4月29日，味全龍正式提交中職加盟企劃書。5月13日，中職常務理事會通過味全龍的申請。6月1日，在彰化縣永靖鄉成美文化園舉行首場「龍迷回家」官方見面會。6月24日，經中華職棒會員大會確認後完成加盟程序，味全龍成為中華職棒第五隊，將於2021年球季加入，並承接原味全球團紀錄，以斗六棒球場作為訓練基地，於8月17日開訓。
2020年2月5日，在斗六棒球場展開春訓，喊出「Origin」年度口號，象徵從原點出發。另外創辦人魏應充透過球團，向球隊轉達三個要求，包含「要重視運動傷害防護」、「要有紀律、要自我要求」，以及「要進行紮實的訓練、超越標竿」，他希望球員除了訓練身心靈之外，也要合心、和氣、互愛。
2020年球季，二軍的季賽以53勝31敗2和的戰績位居第一，進入冠軍賽面對中信兄弟在首戰1分差落敗後，連拿三勝後拋下總冠軍彩帶。
2021年球季，回歸一軍的首年，味全龍隊上半季戰績並不出色。該年五月下旬台灣遭到COVID-19影響而停賽，疫情趨緩後的下半季味全龍隊以排名第三結束回歸第一個賽季，季末更是歷經了幾場逆轉的比賽，最終仍是以年度第五作收
。
2022年球季，味全龍以熱身賽第一名之姿迎接回歸後的第二個賽季。上半季則首次以超過五成勝率（31勝29敗）作收，雖中途因「COVID-19變異株」導致大量主力球員確診，經過兩週的休息及板凳戰力補上，戰績並未下滑。下半季，味全龍隊一度經歷九連敗低潮，最後仍受惠於季後賽新制而打進季後挑戰賽，口號為「WOW!DRAGONS!」。2022年10月31日，味全龍隊以1勝3負敗給年度總冠軍中信兄弟，無緣台灣大賽結束球季。
2023年球季，味全龍隊以年度口號「龍眾一心 We Are Dragons」迎來開季。該年10月19日，味全龍隊取得下半季冠軍以及全年度勝率第一，並獲得第5座季冠軍，前進台灣大賽。季後賽，味全龍隊口號為「One Heart for Dragons」，力拚回歸首冠。在11月4日的台灣大賽G1中，劉基鴻擊出再見全壘打，也是台灣大賽史上首支再見全壘打。最終，味全龍隊在11月12日，台灣大賽G7，以6:3戰勝樂天桃猿，系列賽以4勝3敗獲得中職34年總冠軍，奪下隊史第五座台灣大賽冠軍。
2024年年球季，味全龍隊年度口號為「龍眾一心 Keep Fighting」，並喊出二連霸目標。同年3月30日，中華職棒舉辦歷史首次大巨蛋中職開幕戰，由味全龍擔任主場球隊並以3:2打敗樂天桃猿，全場共有28,618位球迷進場觀戰，打破中華職棒史上開幕戰最多觀眾紀錄。
味全龍於該年5月31日起於台北大巨蛋安排主場3連戰，對手為中信兄弟，5月31日首戰吸引1萬6,156名觀眾入場，6月1日比賽則有2萬9,688名觀眾入場，改寫中職例行賽單場最多觀眾紀錄。9月29日，中信兄弟以8:5擊敗樂天桃猿拿下下半季冠軍自主封王，同時龍隊也因此失去季後挑戰賽資格，無緣二連霸和台灣大賽。
12月12日 公布以4年約加激勵4800萬簽下朱育賢加盟味全，為隊史首位自由球員，為自由球員市場投下震撼彈。12月20日，確定與陳子豪簽下10年總值1.3億合約，也是中信兄弟第一位透過自由球員契約轉隊的選手。

## 公益活動
2019年12月16日，在斗六棒球場由頂新和德文教基金會舉辦「基層棒球訓練營」，邀請味全龍球員劉基鴻、徐若熙等10人擔任關主教導小球員，除台中、彰化捐贈20所基層少棒學校參與外，更有宜花東5所棒球學校及雲林在地棒球學校參與，共吸引超過600位師生共同響應。

## 歷年戰績

### 例行賽成績
| 年度   | 職棒紀年 | 總教練     | 年排名 | 出賽 | 勝場 | 敗場 | 和局 | 勝率  | 備註                         |
| 1990   | 職棒01年 | 宋宦勳     | 1      | 90   | 52   | 34   | 4    | .605  | 下半季冠軍／年度總冠軍       |
| 1991   | 職棒02年 | 徐生明     | 2      | 90   | 46   | 36   | 8    | .561  | 上半季冠軍                   |
| 1992   | 職棒03年 | 徐生明     | 2      | 90   | 41   | 42   | 7    | .494  |                              |
| 1993   | 職棒04年 | 徐生明     | 3      | 90   | 48   | 40   | 2    | .545  |                              |
| 1994   | 職棒05年 | 田宮謙次郎 | 5      | 90   | 36   | 52   | 2    | .409  |                              |
| 1995   | 職棒06年 | 田宮謙次郎 | 5      | 100  | 47   | 52   | 1    | .475  |                              |
| 1996   | 職棒07年 | 徐生明     | 3      | 100  | 55   | 43   | 2    | .561  | 下半季冠軍                   |
| 1997   | 職棒08年 | 徐生明     | 3      | 96   | 46   | 46   | 4    | .500  | 下半季冠軍/年度總冠軍        |
| 1998   | 職棒09年 | 徐生明     | 3      | 105  | 56   | 48   | 1    | .538  | 季後賽外卡/年度總冠軍        |
| 1999   | 職棒10年 | 徐生明     | 3      | 86   | 43   | 39   | 4    | .557  | 季後賽外卡/年度總冠軍        |
| 1999   | 職棒10年 | 寺岡孝     | 3      | 6    | 6    | 0    | 0    | 1.000 | 代理                         |
| 2019   | 職棒30年 | 葉君璋     | --     | --   | --   | --   | --   | --    | 重返中華職棒                 |
| 2020   | 職棒31年 | 葉君璋     | --     | --   | --   | --   | --   | --    | 參與二軍賽事／二軍年度總冠軍 |
| 2021   | 職棒32年 | 葉君璋     | 5      | 120  | 50   | 67   | 3    | .427  |                              |
| 2022   | 職棒33年 | 葉君璋     | 3      | 120  | 57   | 58   | 5    | .496  | 季後賽外卡                   |
| 2023   | 職棒34年 | 葉君璋     | 1      | 120  | 62   | 53   | 5    | .539  | 下半季冠軍/年度總冠軍        |
| 2024   | 職棒35年 | 葉君璋     | 4      | 120  | 58   | 62   | 0    | .483  |                              |
| 共14年 | --       | --         | --     | 1423 | 703  | 672  | 48   | .511  |                              |

※ 1998、1999年為單一球季制。

### 季後賽戰績
| 球季   | 挑戰賽   | 挑戰賽   | 挑戰賽   | 台灣大賽 | 台灣大賽 | 台灣大賽 |
| 球季   | 交戰隊伍 | 勝       | 敗       | 交戰隊伍 | 勝       | 敗       |
| ------ | -------- | -------- | -------- | -------- | -------- | -------- |
| 味全龍 |          |          |          |          |          |          |
| 1990   | 無       | 無       | 無       | 三商虎   | 4        | 2        |
| 1991   | 無       | 無       | 無       | 統一獅   | 3        | 4        |
| 1996   | 無       | 無       | 無       | 統一獅   | 2        | 4        |
| 1997   | 無       | 無       | 無       | 時報鷹   | 4        | 2        |
| 1998   | 統一獅   | 2        | 1        | 興農牛   | 4        | 3        |
| 1999   | 統一獅   | 2        | 1        | 和信鯨   | 4        | 1        |
| 2022   | 中信兄弟 | 1        | 3        | 未晉級   | 未晉級   | 未晉級   |
| 2023   | 直接晉級 | 直接晉級 | 直接晉級 | 樂天桃猿 | 4        | 3        |

## 退休背號
- 85：徐生明（1991—1993年、1996—1999年擔任味全龍總教練，2013年8月24日逝世）

## 啦啦隊
- 2019年成立「Go Beauties小龍女」，並在11月成軍。
- 2021年更名為「Dragon Beauties」
- 2023年起接受自家果汁品牌「每日C」的冠名贊助。

## 外部連結
- 官方网站
- 味全龍的Facebook專頁
- 味全龍的Instagram帳戶
- YouTube上的味全龍頻道
- 味全龍在台灣棒球維基館上的頁面（繁體中文）